# Christoph Sauter
Christoph Sauter (* 3. August 1991 in Ludwigshafen am Rhein) ist ein ehemaliger deutscher Fußballspieler.

## Karriere
Christoph Sauter begann das Fußballspielen beim Stadtteilclub VfR Friesenheim in seiner Heimatstadt Ludwigshafen. Mit zwölf Jahren wechselte er in die Jugend des SV Waldhof Mannheim, bevor ihn 2007 der 1. FSV Mainz 05 in seine erfolgreiche Jugend holte. Zwei Jahre später wurde er mit der U-19 des Vereins deutscher Juniorenmeister. In seinem letzten Juniorenjahr wurde er auch viermal in der Regionalligamannschaft der Mainzer eingesetzt. Außerdem wurde er in die U-19-Auswahl des Deutschen Fußball-Bundes berufen.
Trotzdem wechselte der Offensivspieler danach zum 1. FC Nürnberg, weil er von seiner Zukunft in Mainz nicht überzeugt war. Bei den Franken gehörte er zum erweiterten Bundesligaaufgebot und war einer von vier Nachwuchsspielern, die am Wintertrainingslager der Profis teilnahmen, aber als Einziger der vier kam er nicht zu einem Bundesligaeinsatz. Stattdessen war er Stammspieler in der Regionalliga und dort mit acht Toren erfolgreichster Torschütze der Mannschaft in der Saison 2010/11.
Um näher an den Profifußball herangeführt zu werden, wurde er in der folgenden Spielzeit an den Drittligisten VfR Aalen ausgeliehen. In den ersten Saisonspielen kam er überwiegend als Einwechselspieler zum Einsatz, ehe er verletzungsbedingt einige Spiele verpasste. Nach seiner Rückkehr stand er wieder mit Stanislaus Bergheim und ab der Rückrunde mit Cidimar im Konkurrenzkampf um den Platz neben dem im Sturm gesetzten Robert Lechleiter. Nach dem Ende der Saison, in der der VfR in die 2. Bundesliga aufstieg, kam er so auf 27 Einsätze, in denen er drei Tore erzielte und drei weitere vorbereitete. Der Leihvertrag des VfR mit dem 1. FC Nürnberg wurde jedoch nicht verlängert.
Den 1. FC Nürnberg verließ Sauter daraufhin jedoch ebenfalls; er wechselte zum in die 3. Liga abgestiegenen Karlsruher SC. Bei den Badenern unterschrieb er einen Zweijahresvertrag. Nachdem er verletzungsbedingt in der Hinrunde der Saison 2012/13 nur zu zwei Liga-Einsätzen gekommen war, verliehen die Karlsruher Sauter Ende Januar 2013 bis zum Saisonende 2012/13 an den Regionalligisten Wormatia Worms. Im Juni 2013 wurde sein Vertrag beim Karlsruher SC aufgelöst.
Daraufhin wechselte Sauter im Juni 2013 in die Regionalliga West zu Rot-Weiss Essen, wo er einen Zweijahresvertrag unterschrieb. Sauter hatte dort jedoch erneut mit Verletzungen zu kämpfen und kam in der folgenden Saison nur zu zehn Regionalliga-Einsätzen sowie zu neun weiteren Einsätzen in der zweiten Mannschaft des Vereins.
Nach nur einem Jahr in Essen ging Sauter 2014 zurück in seine Heimatstadt und schloss sich dem Oberligisten Arminia Ludwigshafen an. Im Sommer 2015 wechselte er zum Bezirksligisten SV Südwest Ludwigshafen, den er jedoch nach wenigen Wochen bereits wieder verließ.

## Erfolge
- Deutscher U-19-Juniorenmeister: 2009 mit dem FSV Mainz 05
- Aufstieg in die 2. Bundesliga: 2012 mit dem VfR Aalen